# Cofradía de la Institución de la Sagrada Eucaristía
La Cofradía de la Institución de la Sagrada Eucaristía fue fundada en 1946 en el Real Seminario de San Carlos de la ciudad de Zaragoza.

## Historia
La Cofradía de la Institución de la Sagrada Eucaristía fue fundada en Zaragoza en 1946, aprobándose sus Estatutos fundacionales el día 28 de diciembre en Capítulo General de hermanos celebrado en el Real Seminario de San Carlos, dónde tuvo su primera sede.

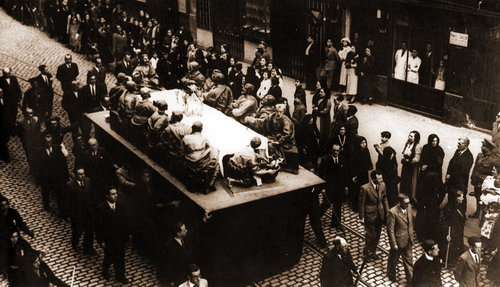
Paso de la Santa Cena 1935

La Cofradía fue fundada por personas pertenecientes a las asociaciones eucarísticas de la ciudad: Adoración Nocturna, Jueves Eucarísticos, 40 Horas y el grupo de personas que venía sacando el Paso de la Santa Cena en la Procesión del Santo Entierro, constituyéndose con el objetivo de seguir procesionando este paso la noche del Viernes Santo.

En 1956 traslado su sede al colegio La Salle Gran Vía. En los años siguientes se fueron acometiendo una serie de cambios y modificaciones tendentes a favorecer la incorporación de los alumnos del colegio a la Cofradía.

En 1961, se cambia el hábito, sustituyéndose el tercerol por capitote amarillo, manteniendo la túnica blanca. En el año 1976 se añadirá la capa amarilla.

En 1986 se cambian de sede, trasladándose a la parroquia del Perpetuo Socorro, en la avenida Goya, donde permanece en la actualidad.

## Anagrama
El Santo Grial sobre fondo blanco.

## Sección tambores y bombos
La sección de tambores y bombos se crea en el año 1963, mediante la adquisición de seis bombos y una caja de redobles por 6.375 pesetas. A estos se añadieron cinco tambores que regalaron los Hermanos del Colegio de La Salle Gran Vía.

En 1.971 la Sección contaba ya con dieciocho tambores y seis timbales; añadiéndose los dos siguientes años los primeros bombos.

En la actualidad, la Sección de tambores y bombos, está formada por unos 153 hermanos entre tambores y bombos, mayores e infantiles.

## Pasos
Esta cofradía procesiona con 3 pasos:

### Paso de la Santa Cena
Representa la última cena de Cristo con sus apóstoles que se conmemora el Jueves Santo.

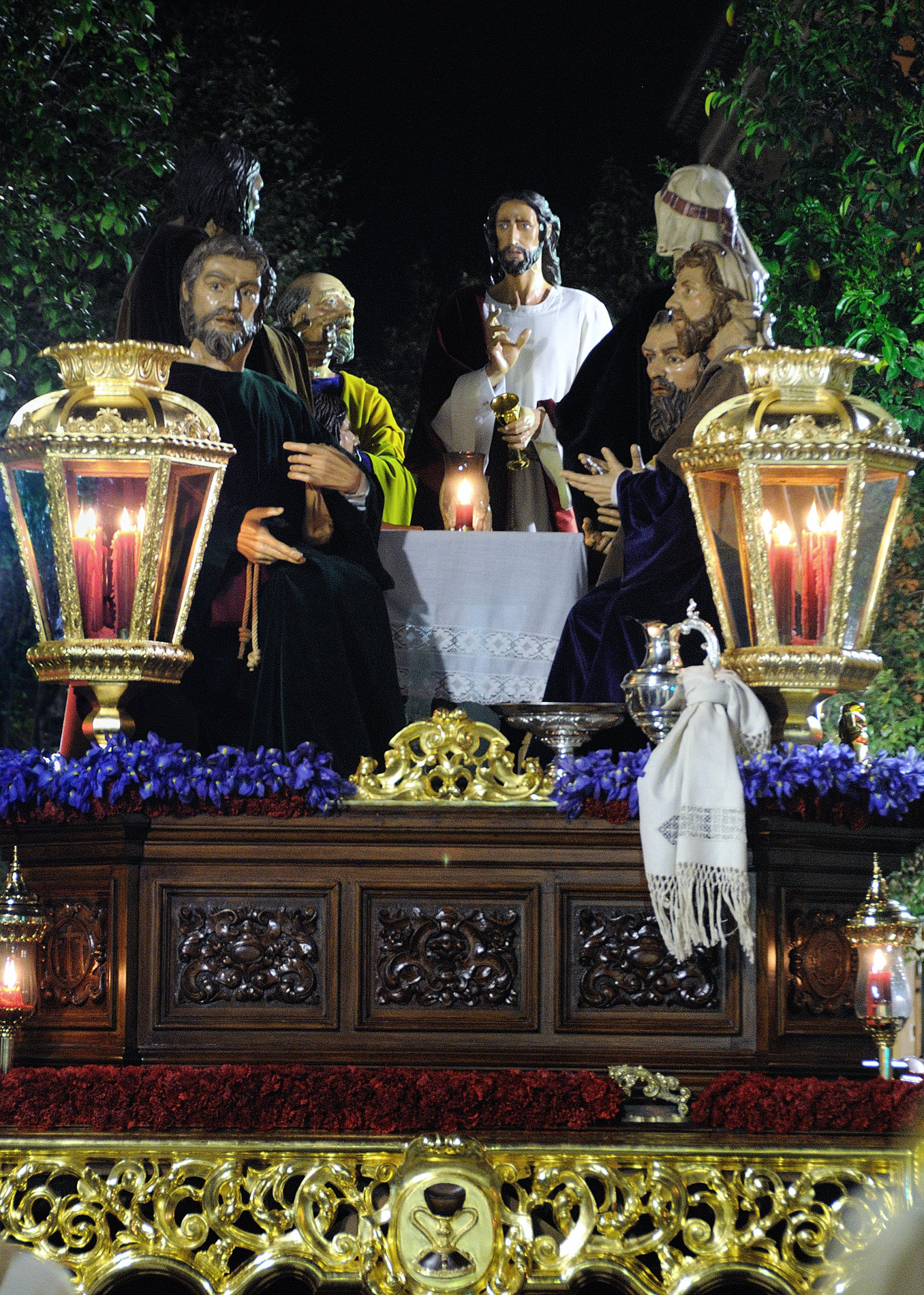
Paso de la Santa Cena 2010

El Misterio está compuesto por las imágenes de los doce apóstoles, sentados alrededor de la mesa, y la del Señor, quien, de pie, preside la reunión en actitud de consagrar el vino. Las imágenes de los apóstoles fueron talladas en 1986 por don Elías García; son imágenes para vestir, teniendo cinceladas en madera de cedro y policromadas cabeza, manos y pies, siendo el cuerpo de candelero. La imagen del Señor de la Cena ha sido esculpida en el año 2000 por don Miguel Ángel Domínguez, teniendo tallado todo el cuerpo, con los brazos articulados para vestir. Las vestiduras de procesión comprenden túnicas y mantos de terciopelo en diversos colores.

El Paso que lleva este Misterio es obra de don Manuel Casana, quien lo cinceló en 1920. Consta de dos cuerpos. El superior lo constituye la canastilla, de unos sesenta centímetros de altura, de madera de caoba barnizada, teniendo en sus casetones labrados diversos motivos referentes a la Pasión de Cristo. La canastilla va rematada en su parte superior con cresterías doradas en oro fino. El otro cuerpo lo constituye el respiradero, de unos treinta centímetros de altura, todo él tallado, calado y dorado con oro fino.

El conjunto va rematado en sus esquinas por cuatro grandes faroles de madera dorada, obra de don José Lara, con cuatro cirios rojos cada uno de ellos. La canastilla también va iluminada por farolillos metálicos con crestería y cirio rojo en cada una de las cuatro esquinas. El Paso va adornado con dos fajas de claveles rojos en la parte superior del respiradero y canastilla. Este paso procesionó por primera vez con la Cofradía en la Semana Santa de mil novecientos noventa y nueve.

Este Paso salió la Semana Santa de 2012 en procesión siendo llevado por cuarenta y cinco costaleros.
La Semana Santa de 2012 salió, por primera vez, precedido por un cuerpo de Acólitos, revestidos con sotana negra y roquete. Los acólitos llevaban unos ciriales nuevos con referencias escultóricas al Monumento a los Mártires y a la fe de la Plaza de España de Zaragoza. Completaban el Cuerpo de Acólitos un grupo de chicas, revestidas de túnica blanca, con incensarios y naveta.

### Paso del Cristo del Amor Fraterno
Representa el instante en el que Cristo instituye la Sagrada Eucaristía.

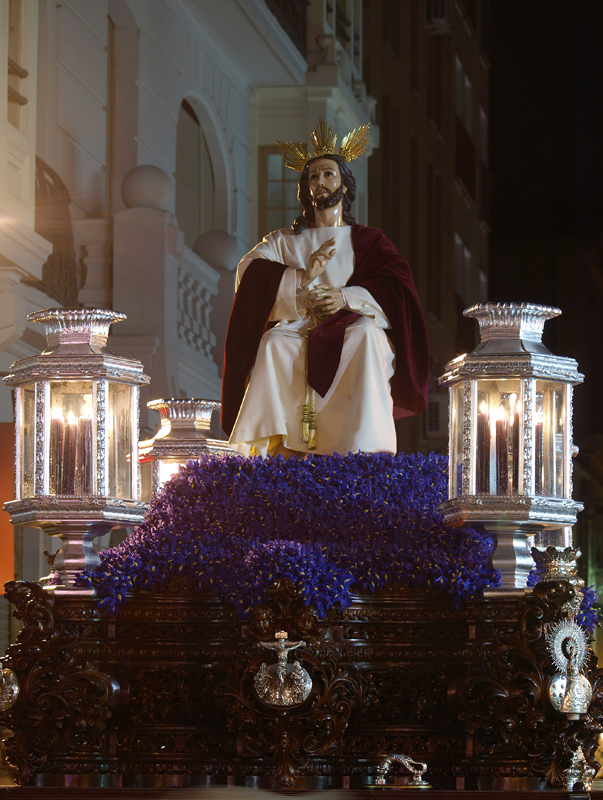
Paso del Cristo del Amor Fraterno, 2010

La Imagen del Cristo es obra del escultor murciano don Antonio Labaña, fue tallada en 1991 y restaurada, por el mismo escultor, en 2001. Esta imagen representa a Cristo sedente en actitud de bendecir el Pan. Constituye una instantánea de la Última Cena de Jesús con sus Apóstoles y representa el momento en que Jesús instituye la Sagrada Eucaristía.

El Paso, de estilo barroco, fue diseñado por el tallista sevillano don Juan Mayorga, quien talló algunas partes de la canastilla. El año 2002 se terminó de tallar y barnizar por don Manuel Montañés. En este Paso se distingue: el monte, que es la parte sobre la que va situada la imagen y que va cubierto de iris morado. La canastilla, realizada en madera de caoba y tallada a mano, va formando vueltas y contravueltas, con partes cinceladas en relieve y otras caladas. El respiradero, también de madera de caoba, tallado con partes en relieve y otras caladas. El conjunto va iluminado por cuatro faroles plateados que rematan cada una de las esquinas de la canastilla y que llevan en su interior cuatro cirios morados cada uno.
Además, en las contravueltas de la canastilla van otros cuatro faroles de cristal, con sus partes superior e inferior realizadas en metal repujado, conteniendo cada uno de ellos un cirio morado. Fue el primer Paso en ser llevado a costal en la Semana Santa Zaragozana. Es de grandes dimensiones, suficientes para que en sus trabajaderas quepan treinta costaleros. Este Paso procesionó por primera vez con la Cofradía en la Semana Santa de mil novecientos noventa y uno.

### Peana del Cristo del Perdón
Consiste en una solemne imagen de Cristo crucificado.
Esta imagen es propiedad de los PP Redentoristas de la Iglesia Parroquial de Nuestra Señora del Perpetuo Socorro. Se procesiona sobre peana en el Vía Crucis del Martes Santo, y es llevada por 14 hermanos cofrades. La peana es decorada con unas flores y con cuatro portavelas acristalados que alumbran y decoran la imagen procesional.

## Hábito actual

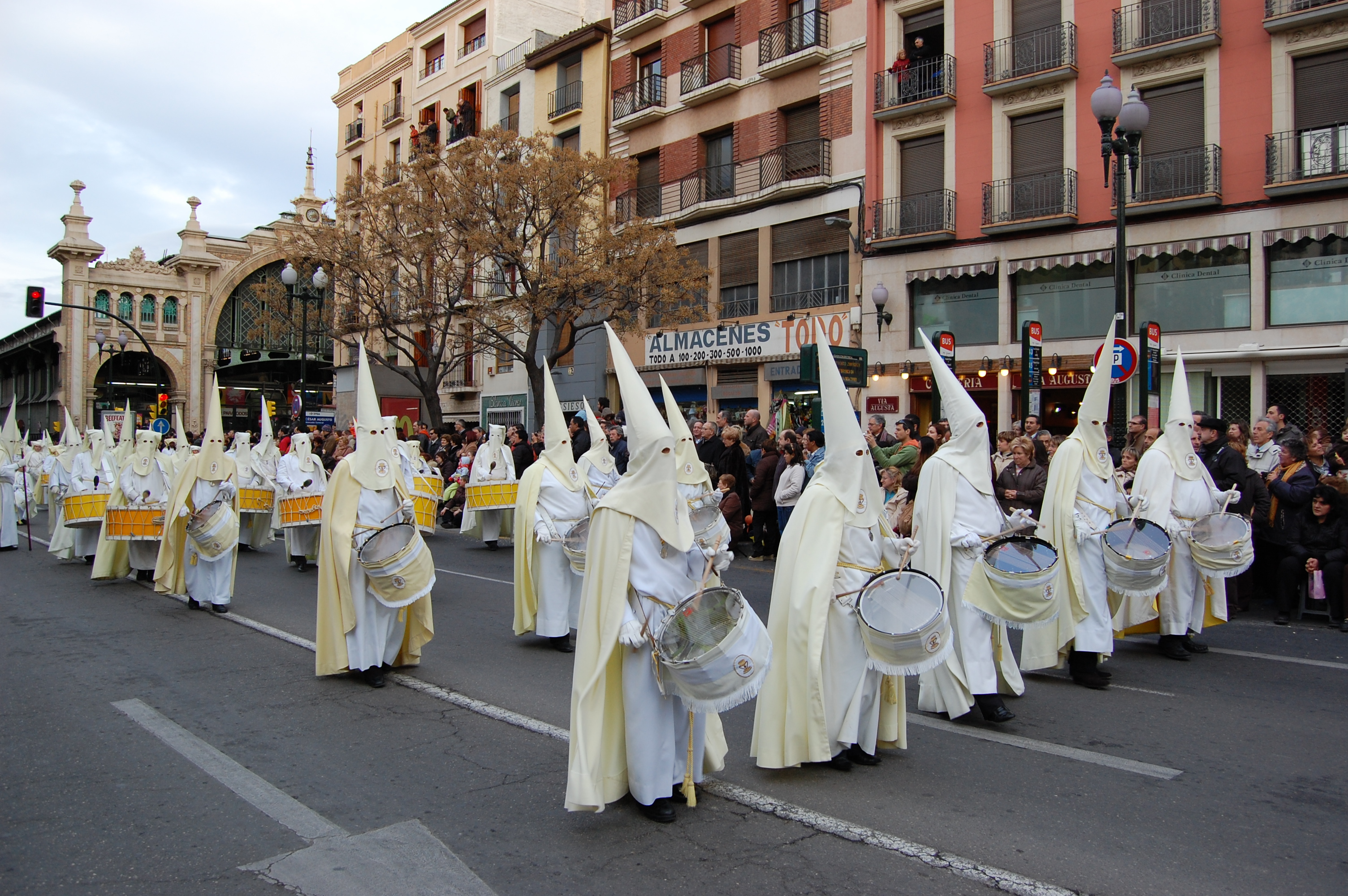
Cofrades procesionando

El hábito actual de la Cofradía de la Institución de la Sagrada Eucaristía es:
- Túnica blanca con cíngulo amarillo anudado a la cintura.
- Capirote amarillo; tercerol amarillo para los hermanos que tocan bombo y para los infantiles
- Capa amarilla

## Sedes
- Sede Canónica: Iglesia de Santa Isabel de Portugal.
- Sede Social: Parroquia de Nuestra Señora del Perpetuo Socorro, Avda. de Goya, 7 50006-Zaragoza.